# Aconitum heterophyllum
Aconitum heterophyllum (Wall. ex Royle, 1834) è una pianta erbacea appartenente alla famiglia delle Ranunculaceae, originaria di zone d'alta montagna dell’Himalaya. Come tutte le specie del genere Aconitum possiede degli alcaloidi molto tossici, utilizzati per preparati farmacologici nella medicina ayurvedica.

## Descrizione
Pianta erbacea perenne la cui altezza può arrivare fino a 120 cm (alle altitudini più elevate fino a 30 cm). Il fusto, a portamento eretto, ha una parte inferiore ipogea con rizomi lunghi 2,5–4 cm.
 
Le foglie sono di forma ovata-cordata e misurano 4–8 cm; le superiori sono a margine dentato, sessili, prive di picciolo, con guaina ad avvolgere lo stelo, mentre le inferiori sono di forma lobulata, con picciolo lungo.
infiorescenze costituite da racemi a spiga. I morbidi fiori, di 2,5–3 cm di diametro, sono verdastri con screziature blu o viola, parzialmente avvolti da brattee ovate. La fioritura avviene tra luglio e settembre.
  
I frutti sono costituiti da follicoli oblunghi di 1,6-1,8 cm, leggermente pelosi, che a maturazione rilasciano i semi tra settembre e ottobre.

## Distribuzione e habitat
È specie endemica della regione montuosa dell'Himalaya tra India, Pakistan e Nepal. Predilige i pendii erbosi aperti tra i 2.400 e i 4.000 m di altitudine, al di sopra della foresta a conifere, spesso in comunità biologiche con Carex nubigena e Kobresia duthiei.

## Tassonomia
Sono riconosciute ufficialmente 2 sottospecie e 1 varietà, con differenze morfologiche e dimensionali minime:
- sott. heterophyllum
- sott. parciflorum
- var. roylei

## Usi

### Farmacia
Composti chimici principali presenti nella pianta: atisina, heteratisina,  hetisina. Queste sostanze alcaloidi sono dannose per l'uomo. Pertanto deve essere usata sotto la vigilanza costante del medico o del farmacista. 

Nella medicina ayurvedica indiana le radici disidratate vengono utilizzate per preparati fitoterapici, commercializzati con il nome di atis.

## Conservazione
Aconitum heterophyllum è minacciata a causa della raccolta intensiva per il commercio e la vendita delle parti della pianta utilizzate nella medicina tradizionale indiana; questa pratica è molto dannosa in quanto viene estirpata anche la parte ipogea, limitando le capacità riproduttive della specie. Nel 2003 venne stimato un declino dell'70 % della popolazione in 10 anni e le stime attuali (2015) hanno confermato il trend. Pertanto è inserita nella categoria EN (in pericolo di estinzione) della Lista rossa IUCN.